# Дзау-Суар
«Дза́у-Суа́р» (осет. Дзау-Суар [d͡zawˈswar]) — углекислая хлоридно-гидрокарбонатнатная натриевая минеральная вода средней минерализации. Добывается в посёлке Дзау Южной Осетии. Применяется для питьевого лечения при заболеваниях желудка, кишечника, печени и жёлчных путей, нарушениях обмена веществ, а также в качестве столового напитка.

## Месторождение
Дзауское (Джавское) месторождение минеральных вод расположено в бальнео-климатической курортной местности Дзау на высоте около 1100 метров над уровнем моря в долине Большой Лиахвы, на южных склонах центральной части Большого Кавказа.

## Добыча и розлив
Эксплуатационная скважина 14-а функционирует в режиме самоизлива, то есть добывается именно то количество воды, которое возобновляется естественным путём. Розлив «Дзау-Суар» осуществляется на автоматизированных линиях, мощность которых позволяет полностью освоить ресурсы добываемой воды.
Полученная из скважин минеральная вода доставляется на разливочный завод, где отстаивается, охлаждается и разливается в стеклянные и ПЭТ-бутылки.

## Упаковка
Минеральная вода «Дзау-Суар» представлена в двух вариантах упаковки:
- Стеклянная бутылка ёмкостью 0,5 л. Срок годности — 2 года с даты розлива.
- ПЭТ-бутылка 1,5 л. Срок годности — 1 год с даты розлива.

## Химический состав
| Состав                        | Концентрация, мг/л |
| ----------------------------- | ------------------ |
| Катионы                       |                    |
| Бор                           | 2,3                |
| Железо                        | 1,9                |
| Калий                         | 21                 |
| Кальций                       | 200                |
| Магний                        | 200                |
| Натрий                        | 900                |
| Анионы                        |                    |
| Бромид                        | 6                  |
| Гидрокарбонат                 | 2700               |
| Йодид                         | 1,3                |
| Нитрат                        | < 0,5              |
| Нитрит                        | < 0,003            |
| Сульфат                       | 50                 |
| Фторид                        | 0,3                |
| Хлорид                        | 1000               |
| Недиссоциированные соединения |                    |
| Метакремниевая кислота        | 80                 |
| Растворенный углекислый газ   | 1600               |

Общая минерализация — 3,5—7,0 г/л.